# ホモ・エルガステル
ホモ・エルガステル（Homo ergaster、またはホモ・エルガスター ）は、ヒト属の一種。東アフリカの初期ヒト属をホモ・エレクトスとは別種とするときの名称。この場合、最初期のヒト属はエルガステルになる。
全身骨格で有名なトゥルカナ・ボーイもここに含まれる。